# Saison 1950-1951 du Football Club auscitain
La saison 1950-1951 du Football Club auscitain voit le FC Auch évoluer en première division pour la troisième année consécutive.

## Les matchs de la saison
Auch termine 5e de sa poule avec 26 points soit 5 victoires, 2 nuls et 7 défaites.

### À domicile
- Auch-Roanne 11-0
- Auch-Vienne 0-3 : courte défaite contre les Isérois du trois-quarts international Georges Brun.
- Auch-Le Creusot 12-3
- Auch-Périgueux 13-0
- Auch-Racing 0-9
- Auch-SBUC 3-0
- Auch-Toulouse 3-0[2] : victoire sur le premier de la poule grâce à un essai de Carmouze devant une foule record au Moulias.

### À l’extérieur
- Roanne-Auch 9-6
- Vienne-Auch 9-3
- Le Creusot-Auch : défaite
- Périgueux-Auch 0-0
- Racing-Auch 6-0
- SBUC-Auch 0-0
- Toulouse-Auch 11-3

## Coupe de France
- Second tour : Pamiers-Auch 3-0

## Effectif
- Arrières :
- Ailiers :
- Centres :
- Ouvreur : René Monsarrat
- Demis de mêlée :
- Troisièmes lignes centre :
- Troisièmes lignes aile :
- Deuxièmes lignes :
- Talonneurs :
- Piliers :